# Teorema di Lucas
In teoria dei numeri, il teorema di Lucas fornisce il resto che si ottiene dividendo il coefficiente binomiale {\displaystyle {\tbinom {m}{n}}} per un numero primo {\textstyle p} in termini dell'espansione in base {\displaystyle p} dei numeri interi {\displaystyle m} e {\displaystyle n}.
Il teorema di Lucas apparve per la prima volta nel 1878 in articoli di Édouard Lucas.

## Formulazione
Per numeri interi non negativi {\displaystyle m} e {\displaystyle n} ed un numero primo {\displaystyle p}, vale la seguente relazione di congruenza:
{\displaystyle {\displaystyle {\binom {m}{n}}\equiv \prod _{i=0}^{k}{\binom {m_{i}}{n_{i}}}{\pmod {p}},}}
dove
{\displaystyle m=m_{k}p^{k}+m_{k-1}p^{k-1}+\cdots +m_{1}p+m_{0},}
e
{\displaystyle n=n_{k}p^{k}+n_{k-1}p^{k-1}+\cdots +n_{1}p+n_{0}}
sono rispettivamente le espansioni in base {\displaystyle p} di {\displaystyle m} e di {\displaystyle n}. Questo utilizza la convenzione che {\displaystyle {\displaystyle {\tbinom {m}{n}}=0}} se {\displaystyle n>m}.

## Conseguenza
Un coefficiente binomiale {\displaystyle {\tbinom {m}{n}}}è divisibile per un numero primo {\displaystyle p} se e solo se almeno una delle cifre in base {\displaystyle p} di {\displaystyle n} è maggiore della cifra corrispondente di {\displaystyle m}.

## Dimostrazioni
Ci sono diversi modi per dimostrare il teorema di Lucas. Faremo prima un ragionamento in combinatoria e poi una dimostrazione basata su funzioni generatrici.

### Ragionamento in combinatoria
Si indichi con {\displaystyle M} un insieme di {\displaystyle m} elementi e lo si divida in {\displaystyle m_{i}} cicli di lunghezza {\displaystyle p^{i}} per i vari valori di {\displaystyle i}. Allora ognuno di questi cicli può essere ruotato separatamente così che un gruppo {\displaystyle G}, che è il prodotto cartesiano dei gruppi ciclici {\displaystyle C_{p^{i}}}, agisca su {\displaystyle M}. Allora questo agisce anche sui sottoinsiemi {\displaystyle N} di grandezza {\displaystyle n}. Dato che il numero di elementi in {\displaystyle G} è una potenza di {\displaystyle p}, lo stesso è vero per ogni sua orbita. Quindi per calcolare {\displaystyle {\tbinom {m}{n}}} modulo {\displaystyle p}, dobbiamo considerare solamente determinati punti. Questi punti sono i sottoinsiemi {\displaystyle N} che sono unione di alcuni dei cicli. Più precisamente si può dimostrare per induzione su {\displaystyle k-i}, che {\displaystyle N} deve avere esattamente {\displaystyle n_{i}} cicli di grandezza {\displaystyle p^{i}}. Quindi il numero di scelte per {\displaystyle N} è esattamente
{\displaystyle \prod _{i=0}^{k}{\binom {m_{i}}{n_{i}}}{\pmod {p}}.}

### Dimostrazione basata su funzioni generatrici
Questa dimostrazione è da accreditarsi a Nathan Fine.
Se {\displaystyle p} è un numero primo e {\displaystyle n} è un numero intero con {\textstyle 1\leq n\leq p-1}, allora il numeratore del coefficiente binomiale
{\displaystyle {\binom {p}{n}}={\frac {p\cdot (p-1)\cdots (p-n+1)}{n\cdot (n-1)\cdots 1}}}
è divisibile per {\displaystyle p} mentre il denominatore non lo è. Quindi {\displaystyle p} divide {\displaystyle {\displaystyle {\tbinom {p}{n}}}}. In termini di funzioni generatrici ordinarie questo significa che
{\displaystyle (1+X)^{p}\equiv 1+X^{p}{\pmod {p}}.}
Continuando per induzione, abbiamo per ogni numero intero non negativo {\displaystyle i} che
{\displaystyle (1+X)^{p^{i}}\equiv 1+X^{p^{i}}{\pmod {p}}.}
Ora indichiamo con {\displaystyle m} un numero intero non negativo e con {\displaystyle p} un numero primo. Scriviamo {\displaystyle m} in base {\displaystyle p} così che {\displaystyle m=\sum _{i=0}^{k}m_{i}p^{i}} per qualche intero non negativo {\displaystyle k} e per gli interi {\displaystyle m_{i}} con {\textstyle 0\leq m_{i}\leq p-1}.
Allora
{\displaystyle {\begin{aligned}\sum _{n=0}^{m}{\binom {m}{n}}X^{n}&=(1+X)^{m}=\prod _{i=0}^{k}\left((1+X)^{p^{i}}\right)^{m_{i}}\\&\equiv \prod _{i=0}^{k}\left(1+X^{p^{i}}\right)^{m_{i}}=\prod _{i=0}^{k}\left(\sum _{n_{i}=0}^{m_{i}}{\binom {m_{i}}{n_{i}}}X^{n_{i}p^{i}}\right)\\&=\prod _{i=0}^{k}\left(\sum _{n_{i}=0}^{p-1}{\binom {m_{i}}{n_{i}}}X^{n_{i}p^{i}}\right)=\sum _{n=0}^{m}\left(\prod _{i=0}^{k}{\binom {m_{i}}{n_{i}}}\right)X^{n}{\pmod {p}},\end{aligned}}}
dove nel prodotto finale, {\displaystyle n_{i}}è la {\displaystyle i}-esima cifra della rappresentazione in base {\displaystyle p} di {\displaystyle n}. Questo dimostra il teorema di Lucas.

## Variazioni e generalizzazioni
- Teorema di Kummer
- Andrew Granville ha generalizzato il teorema di Lucas per il caso in cui {\displaystyle p} è la potenza di un numero primo.[3]